# Et maintenant, on va où ?
Pour plus de détails, voir Fiche technique et Distribution.
Et maintenant, on va où ? (وهلّأ لوين؟, W halla' la wayn) est une comédie dramatique franco-libano-égypto-italienne de Nadine Labaki sortie le 14 septembre 2011.

## Synopsis
Dans un village du Liban, chrétiens et musulmans vivent ensemble depuis toujours. Les femmes pleurent chacune un frère, un enfant. Le village est isolé, entouré de mines antipersonnel, et ses seules connexions avec l'extérieur sont les voyages à scooter que deux jeunes du village, Nassim et Roukoz, font pour procurer des provisions à l'épicerie locale.
L'arrivée de la télévision au village, offerte par l'épouse du maire, permet aux villageois réunis d'écouter les informations de l'extérieur, qui parlent de troubles religieux chrétiens et musulmans. Des femmes du village se lèvent soudain et sèment la confusion à propos de querelles de voisinage, afin de distraire les hommes pour qu'ils n'écoutent pas ces informations. Elles retournent plus tard saboter la télévision.
La vie du village est ponctuée de petits troubles entre chrétiens et musulmans, chaque groupe accusant l'autre d'être à l'origine de petits larcins et de provocations. Quelqu'un renverse les photographies des morts déposés sur des tombes. Roukoz casse la croix de l'église par accident, et les troubles ne sont évités que parce que le prêtre accuse le vent et se plaint de l'état de délabrement de l'église. Quelqu'un vole les chaussures des musulmans devant la mosquée. Les hommes énervés se rendent pieds nus à travers le village au café pour se battre avec des chrétiens. L'intervention de Mme Amal met un terme à la bagarre.
Les femmes du village, musulmanes et chrétiennes, multiplient les stratagèmes pour éviter les troubles. Elles brûlent les journaux commandés par les villageois, lorsqu'ils parlent des troubles religieux qui secouent le pays. Yvonne, la femme du maire, avec la complicité d'autres femmes et du prêtre, simule une transe dans laquelle elle communique avec la Vierge. Elle décrit un futur sombre où les hommes cherchent leurs armes et commencent à s'entre-tuer, et délivre des conseils de paix.
Une nuit que Nassim et Roukoz rentrent plus tard que prévu en prenant pour prétexte un pneu crevé, les femmes découvrent un prospectus pour un spectacle de danseuses de cabaret, que les deux jeunes hommes seraient allés voir en cachette. Elles décident de rassembler de l'argent pour faire en sorte que les danseuses rejoignent le village et distraient les hommes de leurs penchants belliqueux. L'autobus qui conduit les danseuses d'une ville à l'autre est victime d'un sabotage déguisé en panne mécanique, et les  danseuses ukrainiennes ainsi que leur agent doivent passer quelques jours au village. Elles sont hébergées par les villageois.
Quelques jours plus tard, Roukoz revient de la ville en scooter, portant derrière lui son cousin mort. Nassim a été atteint d'une balle perdue du conflit religieux sur le chemin du retour. La mère de Nassim, craint que la mort du jeune ne dégénère en conflit armé dans le village, et commence par faire croire que Nassim est atteint des oreillons et ne peut recevoir de visite. La ruse est éventée lorsque les autres femmes se souviennent que Nassim en avait déjà été atteint et ne peut donc en être malade de nouveau. Mais les hommes ignorent toujours le destin de Nassim. À la demande d'une des femmes, une des ukrainiennes utilise un enregistreur de poche pour espionner les conversations des hommes, qui parlent de chercher leurs armes.
Les femmes, l'imam et le prêtre, organisent une réunion obligatoire des villageois, officiellement afin d'apaiser les tensions religieuses. Les femmes préparent des sucreries et des boissons additionnées de hachich et de calmants. Sous l'effet de la drogue, les hommes deviennent plus joyeux, musulmans et chrétiens s'appellent frères. Les danseuses entrent en scène pour un spectacle de danse orientale. Les femmes profitent de la distraction pour déterrer les armes cachées dans un conteneur en dehors du village, afin que les hommes ne puissent plus penser à chercher leurs armes. Lorsque les hommes s'éveillent, leurs femmes ont échangé de religion. Les chrétiennes sont devenues musulmanes, et les musulmanes chrétiennes. Ainsi elles arrivent à calmer les hommes, qui ne peuvent plus attaquer d'autres villageois pour motifs religieux puisqu'ils sont désormais tous mariés avec une femme de l'autre groupe.
Alors que le cercueil de Nassim est emmené au cimetière, les porteurs ne savent soudain plus s'ils doivent l'enterrer du côté musulman ou du côté chrétien, et demandent « Et maintenant, on va où ? »

## Fiche technique
- Titre : Et maintenant, on va où ?
- Titre original : وهلّأ لوين؟ (W halla' la wayn)
- Réalisation : Nadine Labaki
- Scénario : Rodney Al Haddid, Jihad Hojeily, Nadine Labaki, Bassam Habib
- Direction artistique et chef décoratrice : Cynthia Zahar
- Costumes : Caroline Labaki
- Photographie : Christophe Offenstein
- Son :Michel Casang  (AFSI)
- Montage : Véronique Lange
- Musique originale: Khaled Mouzannar
- Production : Nadine Labaki et Anne-Dominique Toussaint
- Société(s) de production : Rotana Film Production, Chaocorp, Les Films de Beyrouth, Les Films des Tournelles, Pathé, Prima TV, France 2 et United Artistic Group
- Société(s) de distribution : Rotana Studios  et  Pathé
- Budget :
- Pays d’origine :  France/ Liban/ Égypte/ Italie
- Langue : arabe, russe, anglais:(Sous-titré)
- Format : couleur - 35 mm - 2.35:1 - Son Dolby numérique
- Genre : comédie dramatique
- Durée : 135 minutes
- Dates de sortie :
  -  France : 16 mai 2011 (Festival de Cannes)
  -  France : 14 septembre 2011 (sortie nationale)

## Distribution
- Claude Baz Moussawbaa : Takla, la mère de Nassim, épicière
- Leyla Hakim : Afaf
- Nadine Labaki : Amal, patronne du café
- Yvonne Maalouf (VF : Frédérique Cantrel) : Yvonne, la femme du maire
- Antoinette El-Noufaily : Saydeh
- Julian Farhat : Rabih, peintre en bâtiment
- Ali Haidar : Roukoz, neveu de Takla et coursier
- Kevin Abboud : Nassim, fils de Takla et coursier
- Petra Saghbini : Rita, fille de Takla
- Mostafa Al Sakka : Hammoudi, garçon blond et fort

### Choix des interprètes
La plupart des interprètes sont non professionnels et sélectionnés dans les villages de Taybeh, Douma et Mechmech où le tournage a eu lieu. Claude Baz Moussawbaa est directrice d’une école de musique, Yvonne Maalouf est la femme d’un prêtre et ancienne membre d'un conseil municipal et Mostafa Al Sakka, étudiant en business et vigile dans une galerie marchande à Saïda. Le curé est incarné par un acteur musulman et le cheikh par un acteur chrétien. Abou Ali, le propriétaire de la défunte chèvre Brigitte, est joué par un employé de la voirie,.

## Distinctions

### Récompenses
- 2011 : Prix François-Chalais au Festival de Cannes
- 2011 : People's Choice Award au Festival international du film de Toronto
- 2011 : Bayard d’Or du Meilleur film et prix féminin collectif au Festival international du film francophone de Namur
- 2012 : Meilleur film étranger aux Women Film Critics Circle Awards

## Box-office
- France : 379 094 entrées[3]